# Kabinett Otmar Hasler II
Das Kabinett Otmar Hasler II war vom 21. April 2005 bis zum 25. März 2009 die 34. Regierung des Fürstentums Liechtenstein unter Vorsitz von Otmar Hasler in seiner zweiten Amtszeit als Regierungschef.
Nach der Landtagswahl am 13. März 2005 bildeten die Fortschrittliche Bürgerpartei (FBP) und die Vaterländische Union (VU) eine Koalitionsregierung, die im Landtag des Fürstentums Liechtenstein zusammen 22 der insgesamt 25 Sitze einnahm.
Für nach dem 18. März 1965 gebildete Regierungen gilt gemäss Artikel 79 der Verfassung des Fürstentums Liechtenstein, dass sie stets fünfköpfige Kollegialregierungen sind, bestehend aus einem Regierungschef als primus inter pares und vier Regierungsräten, von denen einer zum Regierungschef-Stellvertreter bestimmt wird. Aus jedem der beiden Landschaften Oberland und Unterland müssen wenigstens zwei Regierungsmitglieder kommen. Ernannt und entlassen werden sie vom Landesfürsten, die reguläre Amtsperiode beträgt vier Jahre.
Die Ernennung und Entlassung des Kabinetts Otmar Hasler II erfolgte durch Erbprinz Alois, der seit dem 16. August 2004 als Prinzregent für den Landesfürsten Hans-Adam II. fungiert.

## Kabinettsmitglieder
|                               | Bild                                            | Name              | Amtszeit                         | Landschaft | Ressort                                                             |
| Regierungschef                |                                                 |                   |                                  |            |                                                                     |
|                               | Regierungschef Otmar Hasler                     | Otmar Hasler      | 21. April 2005 1 – 25. März 2009 | Unterland  | - Präsidium - Finanzen - Bauwesen                                   |
| Regierungschef-Stellvertreter |                                                 |                   |                                  |            |                                                                     |
|                               | Regierungschef-Stellvertreter Klaus Tschütscher | Klaus Tschütscher | 21. April 2005 – 25. März 2009 2 | Unterland  | - Justiz - Wirtschaft - Sport                                       |
| Regierungsräte                |                                                 |                   |                                  |            |                                                                     |
|                               | Regierungsrätin Rita Kieber-Beck                | Rita Kieber-Beck  | 21. April 2005 3 – 25. März 2009 | Unterland  | - Äusseres - Kultur - Familie und Chancengleichheit                 |
|                               | Regierungsrat Martin Meyer                      | Martin Meyer      | 21. April 2005 – 25. März 2009 4 | Oberland   | - Inneres - Gesundheit - Verkehr und Kommunikation                  |
|                               | Regierungsrat Hugo Quaderer                     | Hugo Quaderer     | 21. April 2005 – 25. März 2009 5 | Oberland   | - Soziales - Bildungswesen - Umwelt, Raum, Land- und Waldwirtschaft |